# Cristina Bajo
Cristina Bajo (n. Província de Córdova, Argentina, 17 de junho de 1937) é uma escritora argentina de romances românticos históricos e contos baseados em lendas argentinas desde 1996.   É uma autora de best-sellers dentro de país, que tem sido traduzidos a outros idiomas.

## Biografia
Cristina Baixo nasceu em 1937 na Província de Córdova, Argentina. Ainda menina mudou-se a Cabana. Casou-se, teve dois filhos, e foi professora entre outros muitos ofícios.  Tem colaborado em diários e revistas nacionais, e ademais dirigiu o programa "O escaparate" entre 2000 e 2001 com os jornalistas Jorge Cónsole e Glória Bertello. Tem sido credora de numerosos galardões ao longo de sua carreira.

## Prêmios
- Mulher do ano pela legislatura de Córdoba, 1998/Mar
- Premeio revelação do Mangrullo do Alba, 1999
- Mulheres em 2000 da Universidade Nacional de Córdoba, 1999
- Prêmio Jerónimo Luis Cabrera, 2001
- Reconhecimento da Agenda das Mulheres.
- Prêmio Literário Academia Argentina de Letras, 2004 (Tu que te escondes)
- Prêmio especial Ricardo Vermelhas, 2005 (Serva de Deus, ama da Morte)
- Cidadã Ilustre de Córdoba, 2016[13][14]

## Obras
Sua extensa obra inclui vários textos destinados ao público infantil e juvenil.
- Como vivido cien veces 1ª ed. [S.l.]: Ediciones del Boulevard. 1996. ISBN 978-987-95454-0-9
- La señora de Ansenuza y otras leyendas 1ª ed. [S.l.]: Ediciones del Boulevard. 1997. ISBN 978-987-9234-03-7
- En tiempos de Laura Osorio 1ª ed. [S.l.]: Atlántida. 1998. ISBN 978-950-08-2065-3
- Tú que te escondes 1ª ed. [S.l.]: Sudamericana. 2004. ISBN 978-950-07-2490-6
- El jardín de los venenos 1ª ed. [S.l.]: Sudamericana. 2005. ISBN 978-950-07-2654-2
- La trama del pasado 1ª ed. [S.l.]: Sudamericana. 2006. ISBN 978-950-07-2728-0
- El guardián del último fuego y otras leyendas argentinas 1ª ed. [S.l.]: La Brujita de Papel. 2007. ISBN 978-987-1337-06-4
- Cuarto oscuro 1ª ed. [S.l.]: Recovecos. 2007. ISBN 978-987-23188-8-8 Em coautoria com Jorge Londero
- Elogio de la cocina 1ª ed. [S.l.]: Sudamericana. 2008. ISBN 978-950-07-2972-7
- La madre del agua y otras leyendas argentinas 1ª ed. [S.l.]: La Brujita de Papel. 2011. ISBN 978-987-1337-55-2
- Territorio de penumbras 1ª ed. [S.l.]: Sudamericana. 2011. ISBN 978-950-07-3280-2
- El libro de los recuerdos 1ª ed. [S.l.]: Ediciones del Boulevard. 2012. ISBN 978-987-556-398-8
- El árbol de las flores blancas y otras leyendas de América 1ª ed. [S.l.]: La Brujita de Papel. 2013. ISBN 978-987-1337-90-3
- Ay, amor 1ª ed. [S.l.]: Plaza & Janes. 2015. ISBN 978-950-644-343-6
- Postales en el tiempo 1ª ed. [S.l.]: Ediciones del Boulevard. 2015. ISBN 978-987-556-520-3
- Leyendas de amores prohibidos 1ª ed. [S.l.]: La Brujita de Papel. 2016. ISBN 978-987-3681-46-2 Em coautoria.
- Leyendas de la Patagonia 1ª ed. [S.l.]: La Brujita de Papel. 2016. ISBN 978-987-3681-47-9 Em coautoria.
- Leyendas del pueblo guaraní 1ª ed. [S.l.]: La Brujita de Papel. 2016. ISBN 978-987-3681-48-6 Em coautoria.
- Leyendas del Nahuel Huapi 1ª ed. [S.l.]: La Brujita de Papel. 2016. ISBN 978-987-3681-49-3 Em coautoria.
- Leyenda del lobizón y otros miedos 1ª ed. [S.l.]: La Brujita de Papel. 2016. ISBN 978-987-3681-50-9 Em coautoria.
- Leyendas de agua y fuego 1ª ed. [S.l.]: La Brujita de Papel. 2016. ISBN 978-987-3681-51-6
- Alguien llama a la ventana 1ª ed. [S.l.]: Edhasa. 2016. ISBN 978-987-628-405-9
- Leyendas de gigantes y otros sustos 1ª ed. [S.l.]: La Brujita de Papel. 2016. ISBN 978-987-3681-53-0 Em coautoria.
- Leyendas de América 1ª ed. [S.l.]: La Brujita de Papel. 2016. ISBN 978-987-3681-54-7
- Leyendas del noroeste 1ª ed. [S.l.]: La Brujita de Papel. 2016. ISBN 978-987-3681-55-4 Em coautoria.
- Leyendas de fantasmas 1ª ed. [S.l.]: La Brujita de Papel. 2016. ISBN 978-987-3681-56-1 Em coautoria.
- Esa lejana barbarie 1ª ed. [S.l.]: Sudamericana. 2017. ISBN 978-950-07-5910-6

### Agendas temáticas
Foi a primeira escritora cordobesa em editar suas próprias agendas. Da mão de Lorena Cervantes, editou quatro agendas de grande sensibilidade artística e gráfica, com textos seletos e imagens de pintores de outras épocas. Estas agendas foram:
- 2007 Mulheres de Lenda
- 2008 Pequenas Rainhas
- 2009 Mulheres que Leem
- 2010 Minhas Escritoras